# Steve Walsh (Musiker)

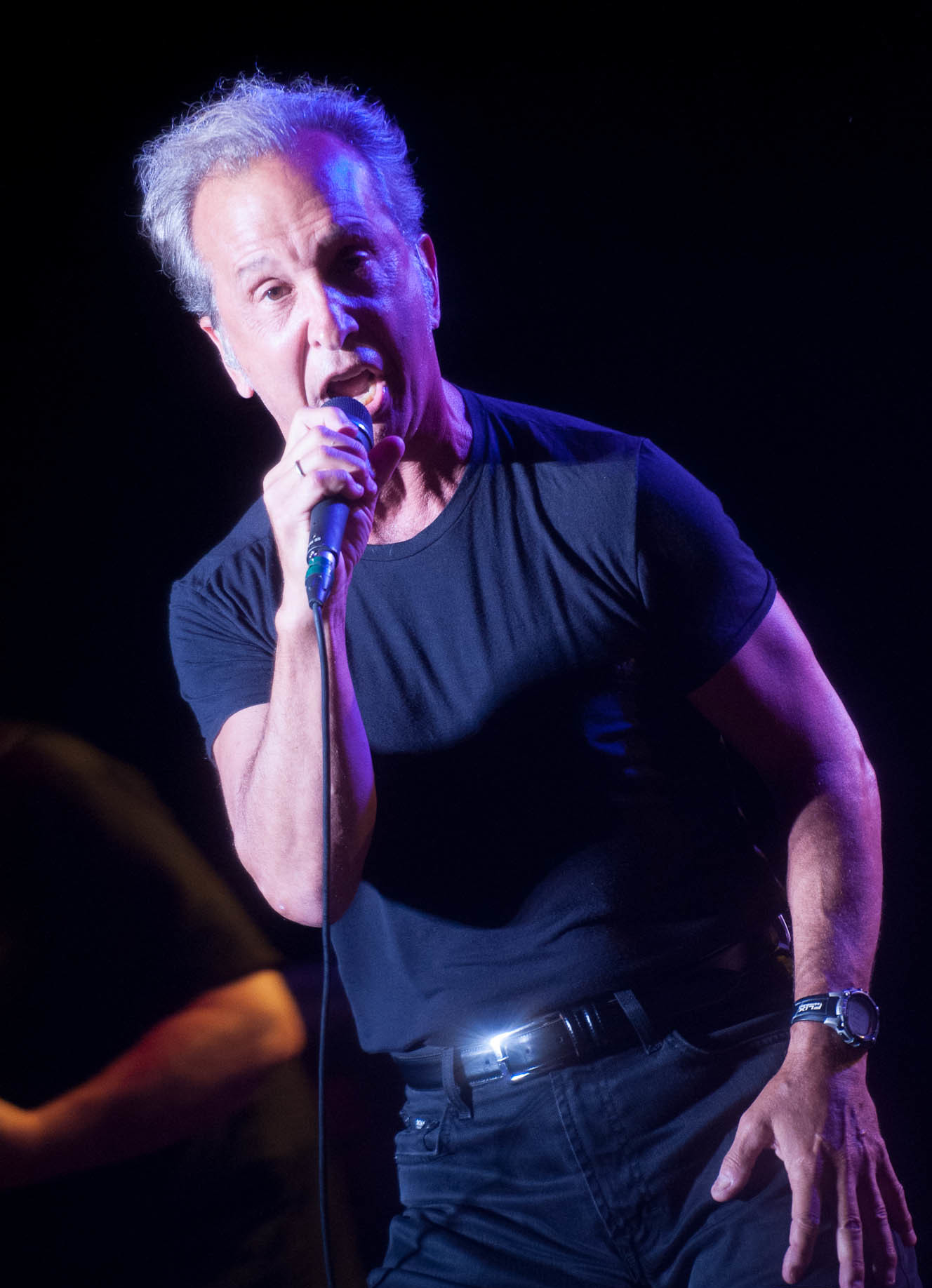
Steve Walsh, 2012

Steve Walsh (* 15. Juni 1951 in St. Joseph, Missouri) ist ein amerikanischer Sänger, Keyboarder und Komponist, der vor allem als Langzeitmitglied der progressiven Rockband Kansas bekannt wurde. Er gehörte der Band mit Unterbrechungen 41 Jahre von 1972 bis 2014 an. Seine bekanntesten gesungenen Stücke mit Kansas sind: Carry On Wayward Son, Dust in the Wind, Point of Know Return und All I Wanted. Bei den letzten beiden Musikstücken ist Walsh Co-Autor.
Neben seiner erfolgreichen Solokarriere, die parallel zur Karriere mit Kansas verlief, war er darüber hinaus an zahlreichen Musikprojekten als Keyboarder oder Gastsänger beteiligt. Er arbeitete u. a. mit Steve Hackett, Kerry Livgren, Jeff Watson, Tommy Denander und Trend Gardner zusammen. Walsh ist bekannt für seine kraftvolle, oft schreiende Stimme („shouty voice“) und seine hohe stimmliche Dynamik. Seine Bühnenshow bei Kansas war sehr athletisch, wobei er während des Spielens zahlreiche Handstände auf seinem Keyboard machte.

## 1972–1982 mit Kansas I
Steve Walshs Familie zog nach Kansas, als er zwölf Jahre war. Als Teenager hörte er Bands wie Vanilla Fudge, The Yardbirds, The Seeds und Iron Butterfly, die seine Art den Rock ’n’ Roll zu interpretieren stark beeinflussten. Er mochte das Singen und spielte Piano und Keyboard. Die in Topeka beheimatete Band White Clover suchte 1972 per Anzeige einen Keyboarder, auf die er sich bewarb und bald in die Band aufgenommen wurde. Sehr schnell übernahm Walsh neben seinem Keyboardspiel auch den Gesang. White Clover bestand aus Phil Ehart (Schlagzeug), Dave Hope (Bass), Rich Williams (Gitarre), Robbie Steinhardt (Violine, Gesang) und Steve Walsh (Gesang und Keyboard). Kerry Livgren stieß 1973 zur Band die schließlich in Kansas umbenannt wurde.
In dieser Zeit bei Kansas entstanden die beiden erfolgreichsten Alben der Band Leftoverture (1976) und Point of Know Return (1977) mit den weltweiten Hits Carry on my Wayward Son und Dust in the Wind, welche von ihm gesungen wurden. Walsh teilte sich ansonsten den Gesang mit Robbie Steinhardt und übernahm zusammen mit Kerry Livgren das Songwriting. Bis 1980 nahm er mit Kansas sieben Studioalben auf und das Live-Album Two for the Show wurde veröffentlicht. Alle Longplayer wurden mindestens mit Gold bis mehrfach Platin ausgezeichnet. Bis heute verkaufte Kansas über 30 Millionen Alben.
Während dieser Periode war Walsh bereits als Gastmusiker gefragt und nahm mit Steve Hackett die Titel Narnia und Racing in A für sein zweites Soloalbum Please don’t Touch (1978) auf. Der Song Narnia sollte ursprünglich als Single veröffentlicht werden, was jedoch Hacketts Plattenfirma Charisma verweigerte, weil sie durch Walshs Gesang zu sehr nach Kansas anstatt nach Steve Hackett klang. Als Gastsänger war Walsh auch auf Kerry Livgrens Soloalbum Seeds of Change (1980) mit dem Song How Can You Live? zu hören. 1983 unterstützte Walsh als Keyboarder den Little-Feat-Musiker Paul Barriere auf seinem Debüt-Soloalbum On My Own Two Feet. Schließlich veröffentlichte er im Januar 1980 sein erstes Soloalbum Schemer-Dreamer. Es erreichte trotz der prominenten Unterstützung durch einige Bandkollegen von Kansas und dem Dixie Dregs Gitarrenvirtuosen Steve Morse nur Rang 124 in den US Billboard und hielt sich dort sechs Wochen. Kritiker und Fans waren enttäuscht, da Walsh nur Mainstream Hard Rock Songs für die Rockarenen in Amerika produzierte, so Erlewine von AllMusic. Nichts, was an die Qualität von Kansas erinnere. Während Palmer von The Rocktologist es unfair fand Walshs Soloalbum mit Kansas zu vergleichen. Diese Produktion stehe schließlich für sich und mit dem Titel Wait until tomorrow sei auch ein progressiver Song vertreten.

## 1982 – 1985 mit Streets
1982 verließ Walsh Kansas auf Grund von musikalischen Differenzen mit Kerry Livgren, der wie Kansas Bassist Dave Hope zum Christentum übertrat. Walsh wollte nicht die überwiegend christlichen Texte Livgrens singen und gründete 1982 zusammen mit Mike Slamer (Gitarre), Billy Greer (Bass) und Tim Gehrt (Schlagzeug) die AOR Hard Rock Band Streets. Walshs Ziel war eine Band mit gleichberechtigten Mitgliedern und keine Begleitband eines Solosängers. Streets bestand jedoch nur drei Jahre bis 1985 und produzierte zwei Studioalben. Ihre Single If Love Should Go (1983) erreichte in den USA mit Rang 87 die höchste Chartposition.

## 1985–2000 mit Kansas II (Neuformierung)
Walsh unterstützte zwischenzeitlich als Keyboarder die Band Cheap Trick 1985 auf ihrer Nordamerikatournee. Im Juli 1985 tat er sich dann mit den verbliebenen Musikern Phil Ehart und Rich Williams der in 1984 aufgelösten Band Kansas zusammen, um sie neu zu gründen. Die fehlenden Musiker besetzte er mit Billy Greer (Bass, Streets) und Steve Morse (Gitarre, Dixie Dregs). Ihr Debütalbum Power (1986) blieb 27 Wochen in den amerikanischen Charts und erreichte mit der Peak Position 35 die höchste Platzierung. Die Single All I Wanted erreichte mit Platz 19 einen Top 20 Hit, der Vierte von Kansas. Walsh und Morse übernahmen zum größten Teil das Songwriting. Der Musikstil unterschied sich jedoch deutlich von den klassischen Kansasalben. Mehr Hard Rock und Pop – anstatt Progressiv Rock, so der Musikjournalist Bret Adams.
Zwei Jahre später wurde das zweite Kansasalbum In the Spirit of Things (1988) veröffentlicht. Musikalisch knüpften sie an das Album Power an und hoben es jedoch auf ein noch höheres Niveau durch den Produzenten Bob Ezrin, so Thomas Erlewine von AllMusic. Kansas konnte mit der Single Stand Beside Me ihren fünften Top 20 Hit landen (Peak Position 13), das Album selbst war ein finanzieller Fehlschlag.
Erst sieben Jahre später wurde das nächste Album von Kansas Freaks of Nature (1995) veröffentlicht. Es sollte auch das letzte komplett neuproduzierte Kansasalbum mit Steve Walsh als verantwortlicher Songschreiber sein. Auch dieses Album wurde ein finanzieller Flop, ist jedoch bis heute Walshs Lieblingsalbum. Freaks of Nature wurde in Trinidad produziert und war wieder näher am progressiven Musikstil von Kansas der 1970er Jahre. Es enthielt wieder eine Geige als melodieführendes Instrument, gespielt von Neumitglied David Ragsdale. Bei Kritikern und Fans kam das Album überwiegend gut weg.
1998 wurde das aufwendig produzierte Kansasalbum Always Never the Same mit dem Londoner Symphonieorchester aufgenommen. Es enthielt überwiegend Coversongs und die letzten drei Neukompositionen In your Eyes, The Sky Is Falling und Need to know die Walsh als Autor für Kansas schrieb.
Das Studioalbum Somewhere to Elsewhere von Kansas war das letzte mit Steve Walsh als Sänger und erschien 2000. Dieses Album ist insofern besonders, da es wieder alle Gründungsmitglieder von Kansas vereinte und die Titel mit ihren komplexen Musikstrukturen wie eine Rückbesinnung auf die Anfangsjahre von Kansas wirkten. Es erreichte in den Billboard Independent Albums Platz 21. Walsh sang die Lieder getrennt von dem Rest der Band in seinem Home-Studio ein, da er parallel sein zweites Soloalbum Glossolallia produzierte. Aus diesem Grund steuerte er auch keine Songs zum Kansas-Album bei. Alle Titel des Albums wurden von Kerry Livgren geschrieben. Es wurden nach 2000 noch eine Reihe von Live-Alben veröffentlicht, jedoch kein neues Songmaterial. Kansas blieb hauptsächlich eine Tourneeband. Walsh blieb Kansas noch als Sänger und Keyboarder bis 2014 erhalten.

## 2000 bis heute (Soloalben und Musikprojekte mit weiteren Künstlern)
Für sein zweites Soloalbum Glossolalia (2000) benötigte Walsh zwanzig Jahre. In einem Interview mit dem Musikjournalisten Ralf Koch bekannte Steve Walsh, wie er Raubbau an seinem Körper durch sein exzessives Leben mit Alkohol und Drogenkonsum betrieb. Dies habe ihm privat wie auch künstlerisch geschadet. Er sei nun nach dreißig Jahren Drogenkonsum „clean“. Die beiden Alben Somewhere to Elsewhere und Glossolalia seien die ersten, die er ohne Drogeneinfluss produziert habe.

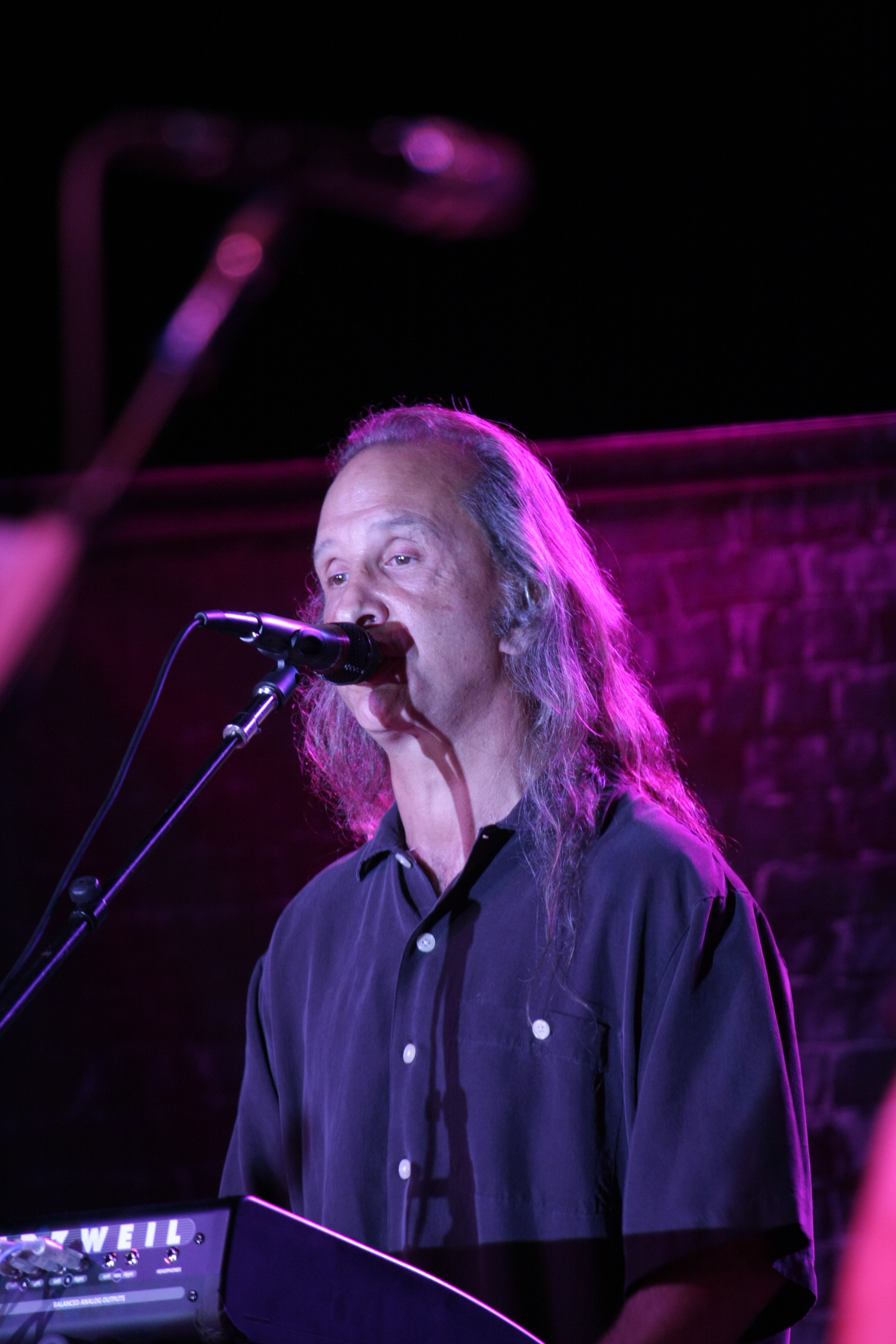
Steve Walsh, Kansas (2008)

„Glossolalia“ (dt. Zungensprache) wird als wuchtig, dynamisch, abwechslungsreich und hart beschrieben. Musikalisch ist die Musik zwischen Industrial Rock, Nu-, progressivem Metal, Bluesrock und Rock Balladen einzuordnen. Auch habe es textliche Tiefe mit einem düsteren Unterton. Melissa Palmer von The Rocktologist warnte: Herzkranke Menschen und welche die eine schwere Depression haben sollten dieses Album nicht hören. Bei Kritikern und Fans kam das Album gut an und wird als seine beste Arbeit angesehen. Walsh befand dieses Album befreiend, gerade auch wegen seiner losgewordenen Drogensucht. Da Walsh mit Kansas ständig auf Tournee war gab es keine Promotiontour für sein Soloprojekt.
In 2005 war Walsh an der Gründung des Musikprojekts „KHYMERA“ von Daniele Liverani beteiligt. Er sang alle Titel auf dem gleichnamigen Album. Musikalisch ist das Album dem AOR Hard Rock zuzuordnen.
Im gleichen Jahr veröffentlichte Walsh sein drittes Soloalbum Shadowman. Musikalisch ging er ähnliche Wege wie bei Glossolalia, das Album wurde jedoch bei Kritikern nicht so wohlwollend aufgenommen. Seine Stimme sei nicht mehr so kräftig und dynamisch wie früher, die Songs nicht mehr so ideenreich.
In den Jahren 2000 bis 2015 und 2022 arbeitete Walsh an vielen verschiedenen Musikprojekten mit. Bereits in 2003 beklagte Walsh in einem Interview mit Garry James die aktuelle Situation in der Musikindustrie. Kaum jemand kaufe noch CDs, vieles werde kopiert und es sei schwierig mit einem Musikprojekt Geld zu verdienen. Das treibe ihn an weiter im Geschäft zu bleiben, um Geld zu verdienen, da er sonst nichts könne, außer Musik zu machen.

“I have to make money. That’s the bottom line. If I was rich, no, I wouldn’t do it.”

„Am Ende muss ich Geld verdienen. Wenn ich reich wäre, würde ich es nicht tun.“

2014 gab Walsh seinen Ausstieg von Kansas bekannt. Steve habe schon seit Jahren die Lust an Kansas verloren, außerdem kämpfte er immer wieder um den Erhalt seiner Stimme, so Rich Williams. Der Abschied sei bei einem Treffen mit Ehart (Schlagzeug) und ihm (Williams, Gitarre) schließlich ganz unspektakulär abgelaufen. Er verließ die Bühne im Proberaum, sagte: „Ich habe genug“. Wir winkten ihm zum Abschied hinterher, er stieg in sein Auto, wo sein Sohn auf ihn wartete, und fuhr davon.
Sein bisher letztes Studioalbum Black Butterfly (2017) kam für viele überraschend, da Walsh mit Neuveröffentlichungen eigentlich abgeschlossen hatte. Es war eine Kooperation mit dem Gitarristen Tommy Deander zum Teil für sein Projekt „F4uR“ und dem Sänger Jerome Mazza. Das Songwriting teilten sich Walsh und Deander. Dieses AOR Hard Rockalbum wurde von vielen nochmals positiv bewertet. Es gab jedoch auch kritische Stimmen, die Walsh vorwarfen, seine Stimme mit dem Computer manipuliert zu haben, um frischer zu wirken. Zumal Mazzas Stimme Walshs sehr ähnle, ihn gesanglich unterstütze und so der Eindruck entstehe Walshs Stimme sei immer noch jung und dynamisch. Musikalisch sei das Album jedoch gut und solide.
David Spuria von The Real Music Observer verkündete am 11. September 2018 Steve Walshs Abschied vom Musikgeschäft. Sein Gesang sei nicht zu imitieren und er sei in der Geschichte der Rockmusik unvergleichlich. Seine Stimme sei zwar brüchig geworden, aber er könne noch locker die Tonleiter hinaufklettern und die hohen Töne treffen, so der Musikjournalist. Er hoffe, dass Walsh nochmal mit einem neuen Album von sich hören lasse.

## Privates
Steve Walsh wurde als Waisenkind adoptiert und wuchs in Missouri auf. Er besuchte die St James Catholic School und die Christian Brothers High School. Er lebt in Atlanta, Georgia. Walsh ist geschieden und hat drei Kinder (Bleu, 1980, Olivia 1999, sowie einen weiteren Sohn, geboren 2006).

## Diskografie

### Alben
Solo
- (1980) Schemer-Dreamer
- (2000) Glossolalia
- (2005) Shadowman
- (2007) Dark Day & Faule Dr Roane (Single via MP3 download)
- (2007) Shadowman re-issue mit den Bonustracks Dark Day & Faule Dr     Roane
- (2017) "Black Butterfly"

Streets
- (1983) 1st
- (1985) Crimes in Mind
- (1987) King Biscuit Flower Hour Presents Streets or Live-Shakedown

Kansas (mit Steve Walsh)
Studio-Alben
- (1974) Kansas
- (1975) Song for America
- (1975) Masque
- (1976) Leftoverture
- (1977) Point of Know Return
- (1979) Monolith
- (1980) Audio-Visions
- (1986) Power
- (1988) In the Spirit of Things
- (1995) Freaks of Nature
- (1998) Always Never the Same
- (2000) Somewhere to Elsewhere

Live-Alben
- (1978) Two for the Show
- (1992) Live at the Whisky
- (1998) King Biscuit Flower Hour Presents Kansas
- (2002) Device, Voice, Drum (CD/DVD)
- (2009) There’s Know Place Like Home (CD/DVD)

Musikprojekte/Kooperationen (Auswahl)
- (1978) Steve Hackett – Please Don’t Touch
- (1980) Kerry Livgren – Seeds of Change
- (1983) Paul Barrére – On My Own Two Feet
- (1990) Blonz – Blonz
- (1993) Jeff Watson – Around the Sun
- (2000) Vince DiCola – In-Vince-ible!
- (2000) Christmas Collection with Father Rodgers – Remember the One
- (2001) Seventh Key – Seventh Key
- (2001) Trent Gardner – Leonardo – The Absolut Man
- (2001) The December People – Sounds Like Christmas
- (2002) Explorers Club – Raising the Mammoth
- (2002) Daniele Liverani – Genius – A Rock Opera
- (2003) Saint James Parish – Come Home for Christmas
- (2003) Khymera – Khymera
- (2005) Magellan – Symphony for a Misanthrope
- (2006) Moonstone Project – Time to Take a Stand
- (2010) Joel Kosche – Fight Years
- (2010) Roswell Six – Terra Incognita: A Line in the Sand
- (2015) F4UR – "Radioactive"
- (2022) LALU – "Paint the Sky"

Kompilationen
- (1984) The Best of Kansas
- (1992) Carry On
- (1994) The Kansas Boxed Set
- (1999) The Best of Kansas [expanded]
- (1999) Definitive Collection
- (2002) The Ultimate Kansas
- (2004) Sail On: The 30th Anniversary Collection
- (2006) Works in Progress